# Agrodiaetus hadjina
Agrodiaetus hadjina är en fjärilsart som beskrevs av Ruhl. Agrodiaetus hadjina ingår i släktet Agrodiaetus och familjen juvelvingar. Inga underarter finns listade i Catalogue of Life.